# Teddy Smouha
Edward Ralph Smouha, detto Teddy (Chorlton-cum-Hardy, 17 dicembre 1909 – Ginevra, 1º aprile 1992), è stato un velocista britannico.

## Palmarès

### Olimpiadi
- Bronzo a Amsterdam 1928 nella staffetta 4×100 metri.